# Trombospondina 1
A trombopondina 1, abreviada como THBS1, é uma proteína que, em humanos, é codificada pelo gene THBS1.
A trombopondina 1 é uma subunidade de uma proteína homotrimérica [en] ligada por dissulfeto. Essa proteína é uma glicoproteína adesiva que facilita interações célula-célula e célula-matriz. Ela pode se ligar a fibrinogênio, fibronectina, laminina, colágenos dos tipos V e VII e integrinas alfa-V/beta-1. Demonstrou-se que essa proteína desempenha papéis na agregação plaquetária, angiogênese e tumorigenese.

## Função
A proteína trombopondina-1 é um membro da família das trombopondinas [en]. Trata-se de uma glicoproteína matricial multidomínio que atua como um inibidor natural da neovascularização [en] e da tumorigenese em tecidos saudáveis. Tanto a modulação positiva quanto negativa da adesão, motilidade e crescimento de células endoteliais foram atribuídas à TSP1. Isso não é surpreendente, considerando que a TSP1 interage com pelo menos 12 receptores de adesão celular, incluindo CD36 [en], integrinas αv [en], integrinas β1, sindecano [en] e proteínas associadas a integrinas (IAP ou CD47). Ela também interage com várias proteases envolvidas na angiogênese, como plasminogênio, uroquinase, metaloproteinase de matriz, trombina, catepsina e elastase.
A trombopondina-1 se liga aos receptores de reelin [en], ApoER2 [en] e VLDLR [en], influenciando a migração neuronal no fluxo migratório rostral [en].
As diversas funções dos TSRs foram atribuídas a vários motivos de reconhecimento. A caracterização desses motivos levou ao uso de proteínas recombinantes contendo esses motivos, consideradas úteis na terapia contra o câncer. O TSP-1 3TSR (uma versão recombinante do domínio antiangiogênico da THBS1 contendo todos os três repetições do tipo 1 da trombospontina-1) pode ativar o fator de crescimento transformador beta 1 (TGFβ1) e inibir a migração de células endoteliais, a angiogênese e o crescimento tumoral.

## Estrutura
A atividade da trombopondina foi mapeada em vários domínios, particularmente o domínio de ligação à heparina no terminal amino, o domínio de procolágeno, as repetições do tipo I semelhantes a properdina e o domínio globular no terminal carboxi. A proteína também contém repetições do tipo II com homologia ao fator de crescimento epidérmico e repetições do tipo III que contêm uma sequência RGD [en].

### N-terminal
O domínio de ligação à heparina no N-terminal da TSP1, quando isolado como um fragmento de 25 kDa, demonstrou ser um potente indutor de migração celular em altas concentrações. No entanto, quando o domínio de ligação à heparina da TSP1 é clivado, os domínios antiangiogênicos remanescentes apresentam atividade antiangiogênica reduzida em baixas concentrações, onde ocorre maior migração de células endoteliais (CE). Isso pode ser explicado, em parte, pela capacidade do domínio de ligação à heparina de mediar a adesão da TSP1 às células, permitindo que os outros domínios exerçam seus efeitos. Os papéis distintos que a região de ligação à heparina da TSP1 desempenha em altas versus baixas concentrações podem ser parcialmente responsáveis por regular a natureza dual da TSP1, conferindo-lhe a reputação de ser tanto um regulador positivo quanto negativo da angiogênese.

### Domínio de procolágeno
Tanto o domínio de procolágeno quanto as repetições do tipo I da TSP1 demonstraram inibir a neovascularização e a migração de CE. No entanto, é improvável que os mecanismos de ação desses fragmentos sejam os mesmos. As repetições do tipo I da TSP1 são capazes de inibir a migração de CE em um ensaio de câmara de Boyden após uma exposição de 3 a 4 horas, enquanto um período de exposição de 36 a 48 horas é necessário para a inibição da migração de CE com o domínio de procolágeno. Enquanto o ensaio de membrana corioalantoica (CAM) mostra que as repetições do tipo I da TSP1 são antiangiogênicas, ele também indica que a sequência de procolágeno não possui atividade antiangiogênica. Isso pode ser parcialmente devido às diferenças maiores no terminal amino da TSP1 entre espécies, em comparação com o terminal carboxi, mas também pode sugerir diferentes mecanismos de ação.
A TSP1 contém três repetições do tipo I, sendo que apenas a segunda e a terceira foram identificadas como inibidoras da angiogênese. O motivo de repetição do tipo I é mais eficaz que a proteína inteira na inibição da angiogênese e contém não uma, mas duas regiões de atividade. O terminal amino contém um motivo rico em triptofano que bloqueia a angiogênese impulsionada pelo fator de crescimento de fibroblastos (FGF-2 ou bFGF). Essa região também impede a ligação do FGF-2 a CE, sugerindo que seu mecanismo de ação pode ser a captura do FGF-2. A segunda região de atividade, a região de ligação ao CD36 da TSP1, está localizada na metade carboxi-terminal das repetições do tipo I. Sugere-se que a ativação do receptor CD36 aumenta a sensibilidade das CE a sinais apoptóticos. As repetições do tipo I também se ligam a heparina, fibronectina, TGF-β e outros, potencialmente antagonizando os efeitos dessas moléculas nas CE. No entanto, o CD36 é geralmente considerado o receptor sinalizador inibitório dominante para a TSP1, e a expressão de CD36 nas CE é restrita às CE microvasculares.
As repetições do tipo I solúveis demonstraram reduzir o número de CE ao inibir a proliferação e promover a apoptose. A adesão de células endoteliais à fibronectina reverte parcialmente esse fenômeno. No entanto, esse domínio também tem sua própria natureza dual. Fragmentos de proteína ligados das repetições do tipo I demonstraram atuar como fatores de adesão para tanto CE quanto células de melanoma.

### C-terminal
O domínio carboxi-terminal da TSP1 é considerado mediador da adesão celular e foi identificado como se ligando a outro receptor importante para a TSP1, o IAP (ou CD47). Esse receptor é considerado necessário para respostas celulares vasculares estimuladas por óxido nítrico [en] mediadas pela TSP1 e sinalização de cGMP. Vários domínios e receptores da TSP1 demonstraram ter atividades pró-adesivas e quimiotáticas para células cancerígenas, sugerindo que essa molécula pode ter um efeito direto na biologia das células cancerígenas, independentemente de suas propriedades antiangiogênicas.

## Tratamento de câncer
Um estudo conduzido em camundongos sugeriu que, ao bloquear a ligação da TSP1 ao seu receptor de superfície celular (CD47), o tecido normal confere alta resistência à radioterapia do câncer e auxilia na morte do tumor.
No entanto, a maioria dos estudos de câncer utilizando modelos de camundongos demonstra que a TSP1 inibe a progressão tumoral ao inibir a angiogênese. Além disso, a estimulação da TSP1 por meio da superexpressão de prosaposina ou tratamento com um pequeno peptídeo derivado de prosaposina inibe potentemente e até induz a regressão de tumores existentes em camundongos.

## Interações
A trombopondina 1 demonstrou interagir com:
- LRP1 [en],[24][25][26]
- MMP-2 [en],[27] e
- Plasmina.[28][29]